# Börta Pärs
Börta Pärs, Börta Peders, Börta Petters eller Börta Pers i Mollösund, död på Sötången på Tjörn 27 januari 1672, var en svensk kvinna som avrättades för trolldom i Bohuslän under det stora oväsendet. 
Börta Pärs var bosatt i Mollösund. Hon angavs för häxeri av Per Mathsson och Malin på Härrön. 
Hon underkastades vattenprovet, som hon misslyckades med eftersom hon flöt på vattnet. Hon bekände att hon hade ätit honung i satans namn, som hon fått av Malin på Härrön, och sedan ridit på sin kalv med Malin till häxsabbat på Hellenewiks äng, där hon mjölkat kor på onormalt mycket mjölk, och haft Satan hos sig i skepnad av en svart hund, som kallat sig Fingell.
I domen framhölls det att hon ångrade sina gärningar. Därför fick hon liksom Helga i Halltorp privilegiet att inte brännas efter halshuggningen, som de andra, utan få sina kroppar begravda istället.  
Hon var en av de åtta personer som den 27 januari 1672 avrättades på Sötången på Tjörn, då Malin Ruths, Pär Madzen från Mollesund, Rangnelle från Lösbo, Kjerstin Swen Sneckers, Helga i Pilanna, Börta Cornelius, Ingrid Jutes och Börta Pärs blev halshuggna och brända.